# Cuisine burkinabè
La cuisine burkinabè est un ensemble de plats et mets locaux du Burkina Faso qui varie selon les régions du pays. Elle a des points communs avec plusieurs cuisines dans de nombreuses parties de l'Afrique de l'Ouest. 

## Description
Les aliments de base sont le sorgho, le millet, le riz, le fonio, le maïs, l'arachide, les pommes de terre, les haricots, le poulet, la viande rouge, l'igname et le gombo. 
Le riz, le maïs et le mil sont les grains les plus couramment consommés. Le peuple burkinabè est reconnu pour la consommation du légendaire poulet-bicyclette,,. La viande grillée est aussi fréquente, en particulier le mouton, le porc, la chèvre, le bœuf et le poisson. Les légumes que l'on trouve dans la gastronomie burkinabè sont : tomates, courgettes, carottes, poireaux, oignons, betteraves, citrouilles, concombres, choux, oseille, aubergines, feuilles d'aubergines locales, feuilles d’amarantes (boulonbouli) et épinards. Comme tubercules, on peut citer l'igname, la patate douce, le taro, le manioc et la pomme de terre.

## Produits

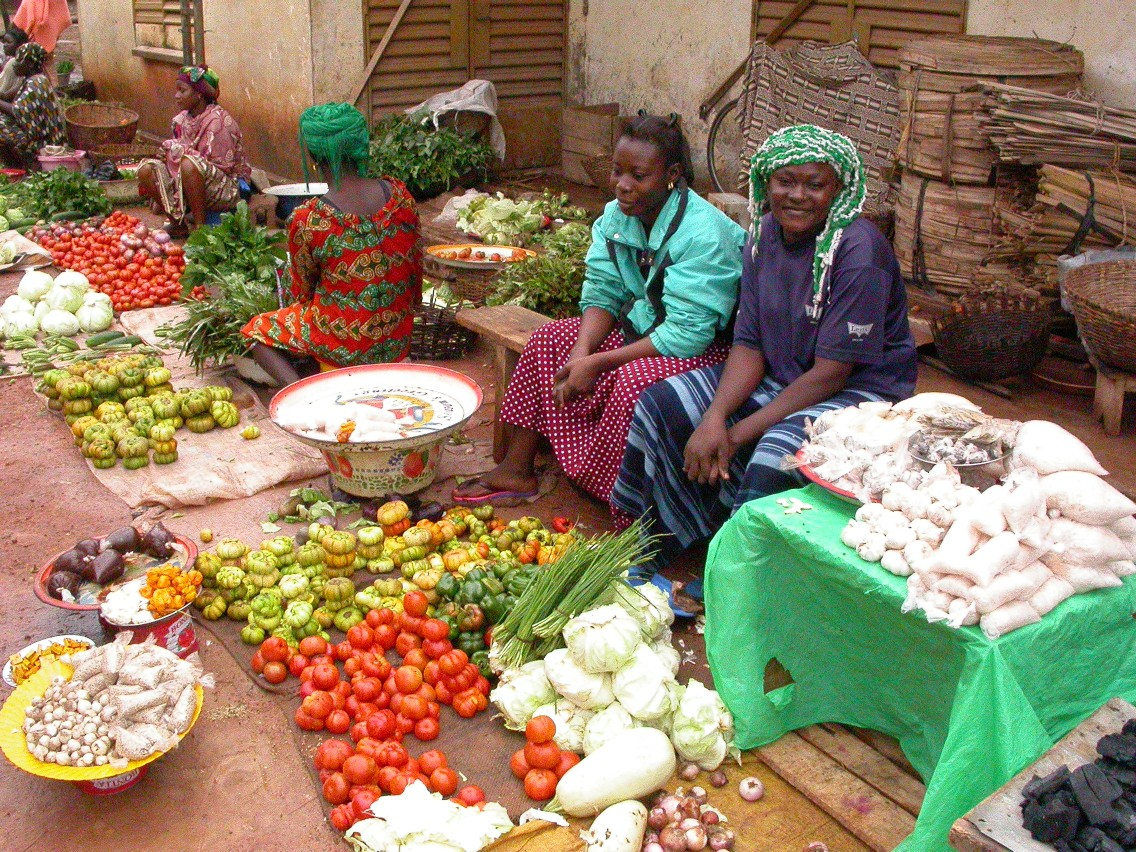
Fruits et légumes au marché de Léo
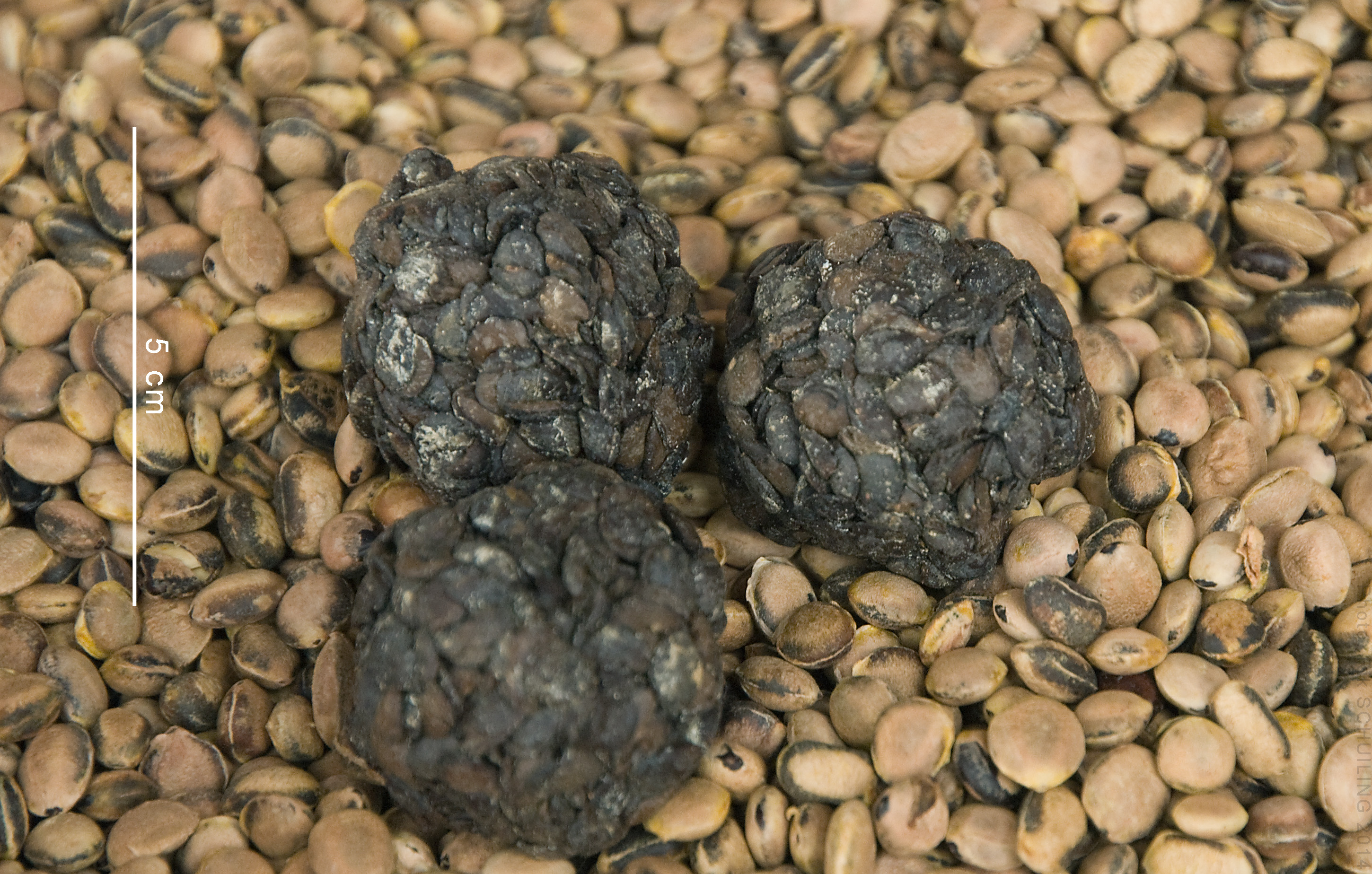
Boulettes de soumbala et graines de néré avec lesquelles elles sont fabriquées
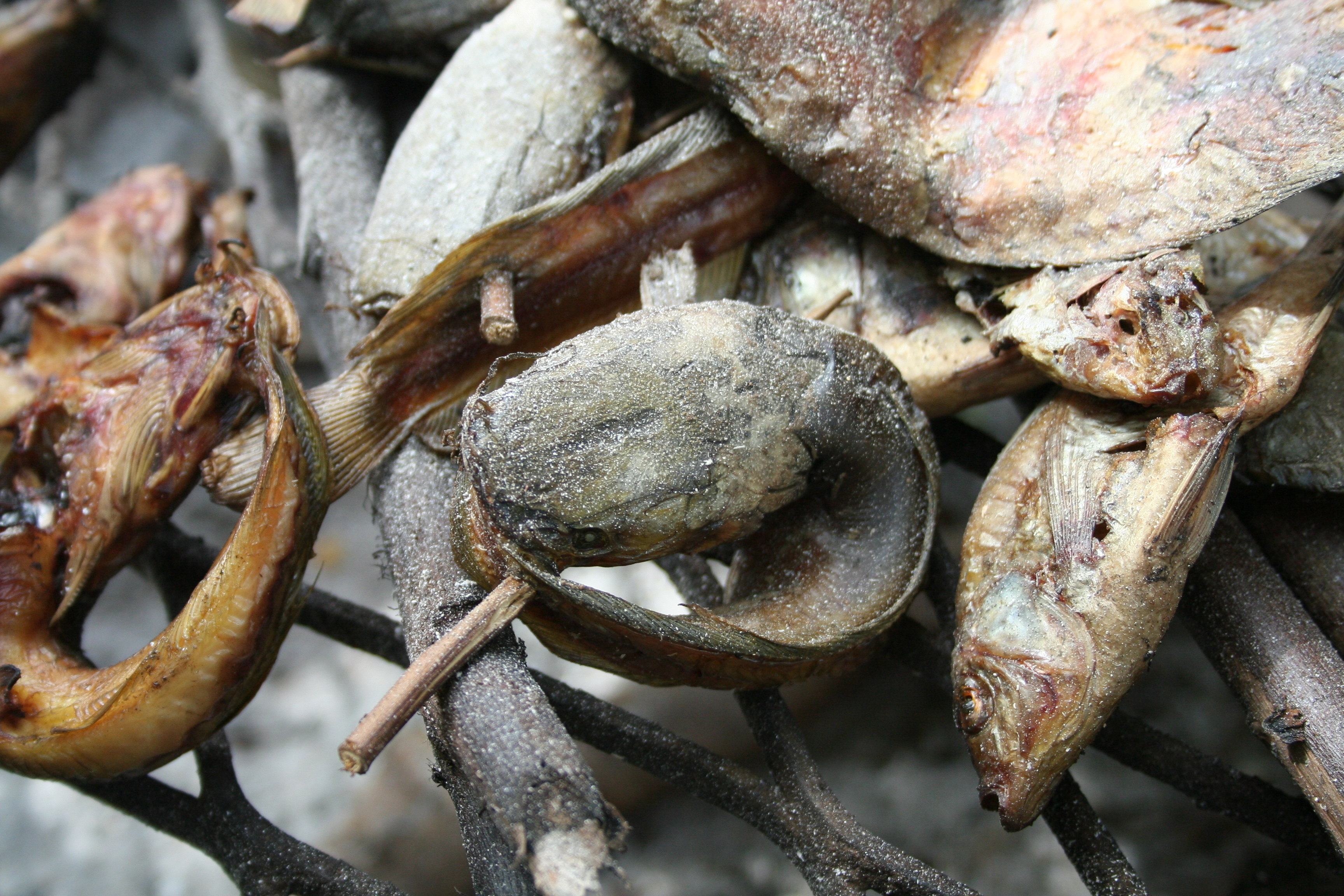
Poissons fumés de la Tapoa
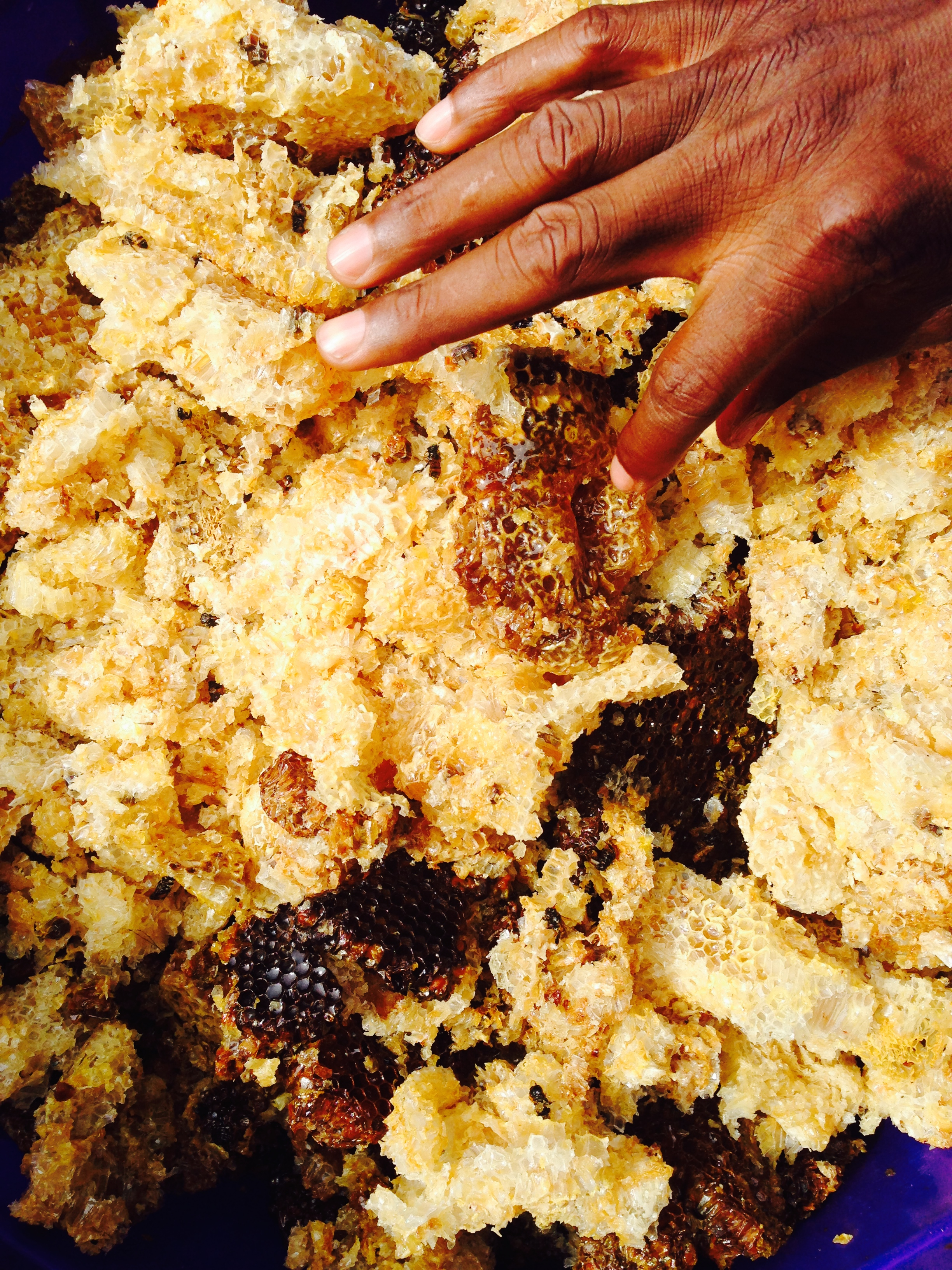
Miel récolté à Pama
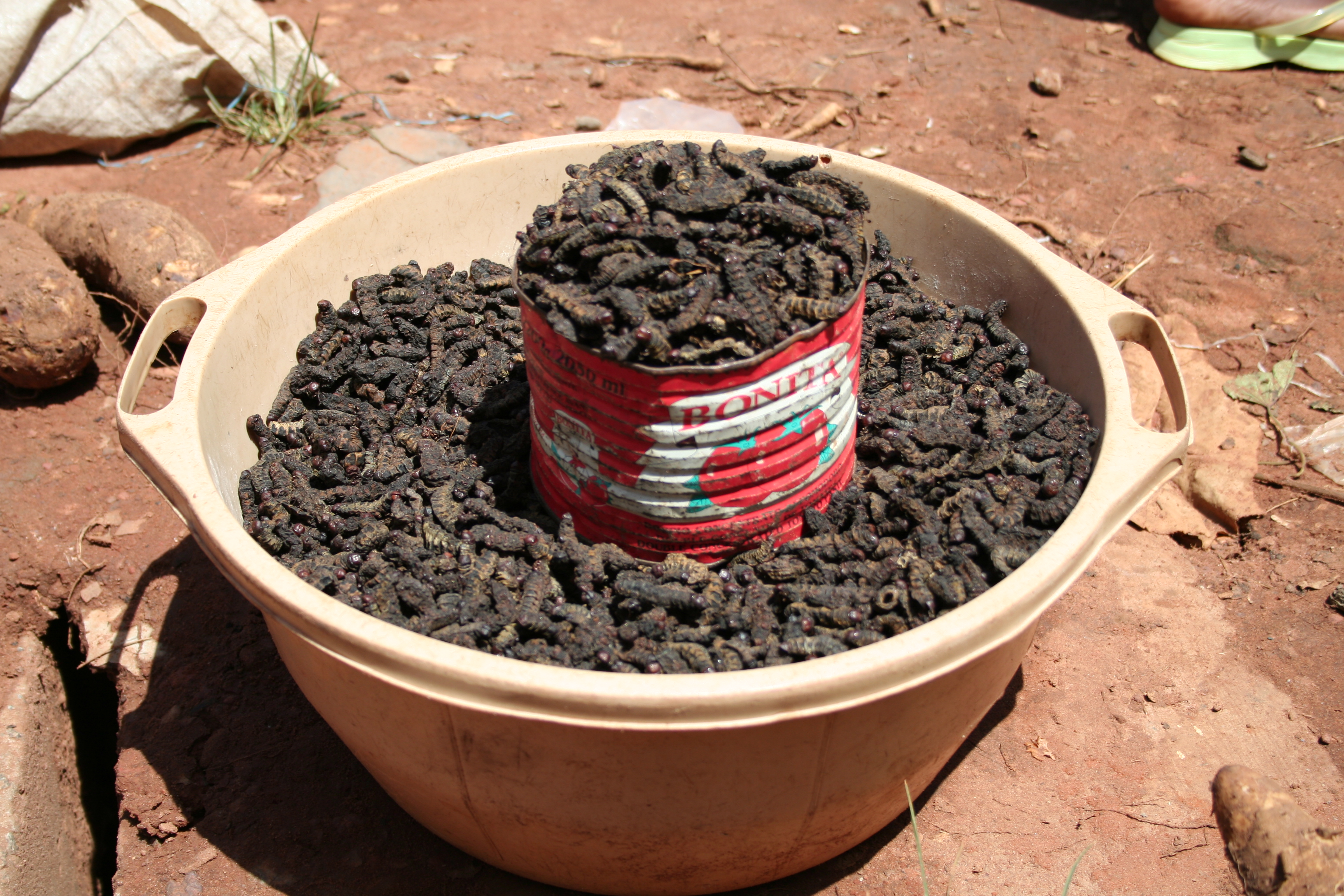
Chenilles au marché d'Orodara
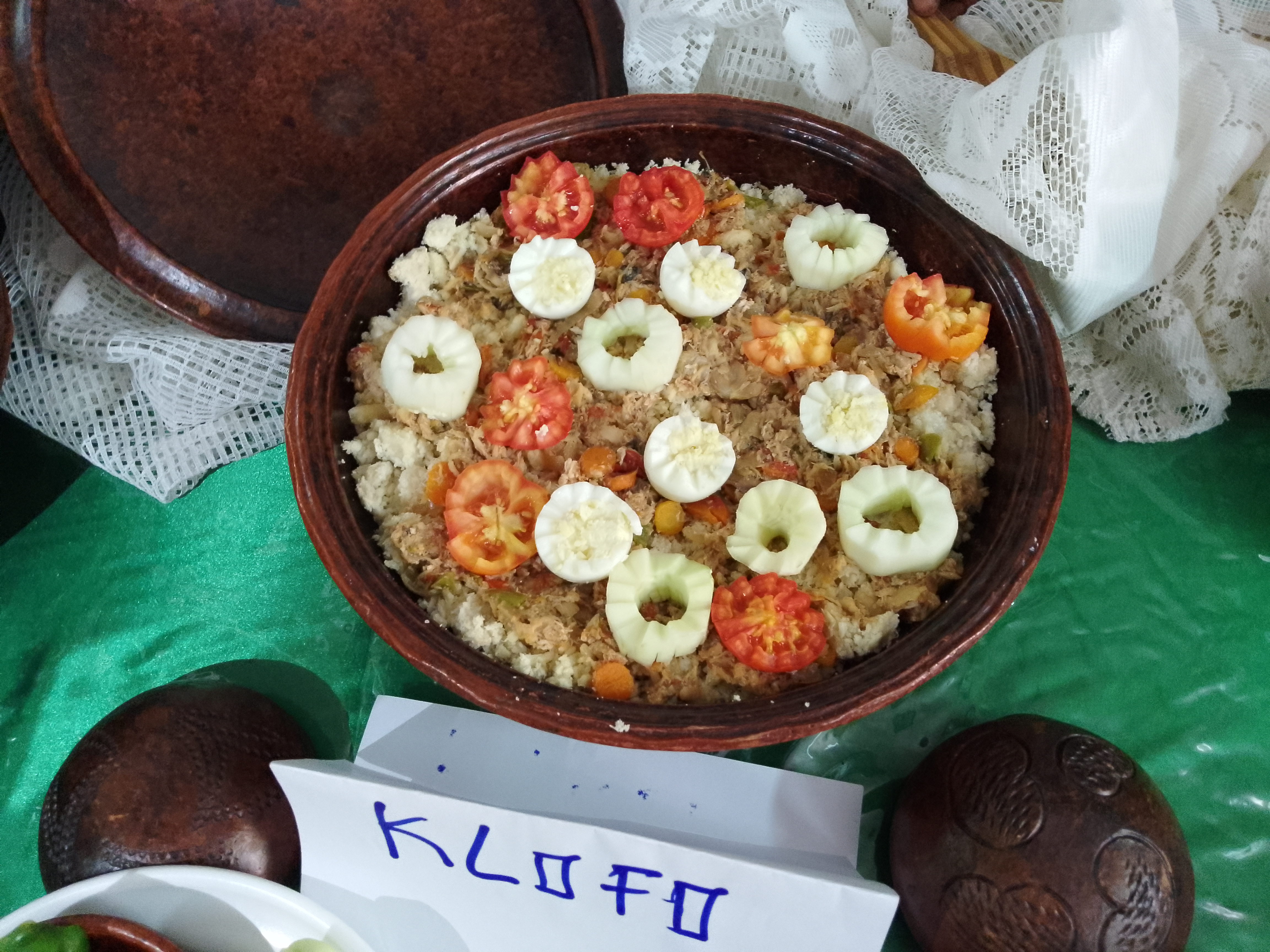
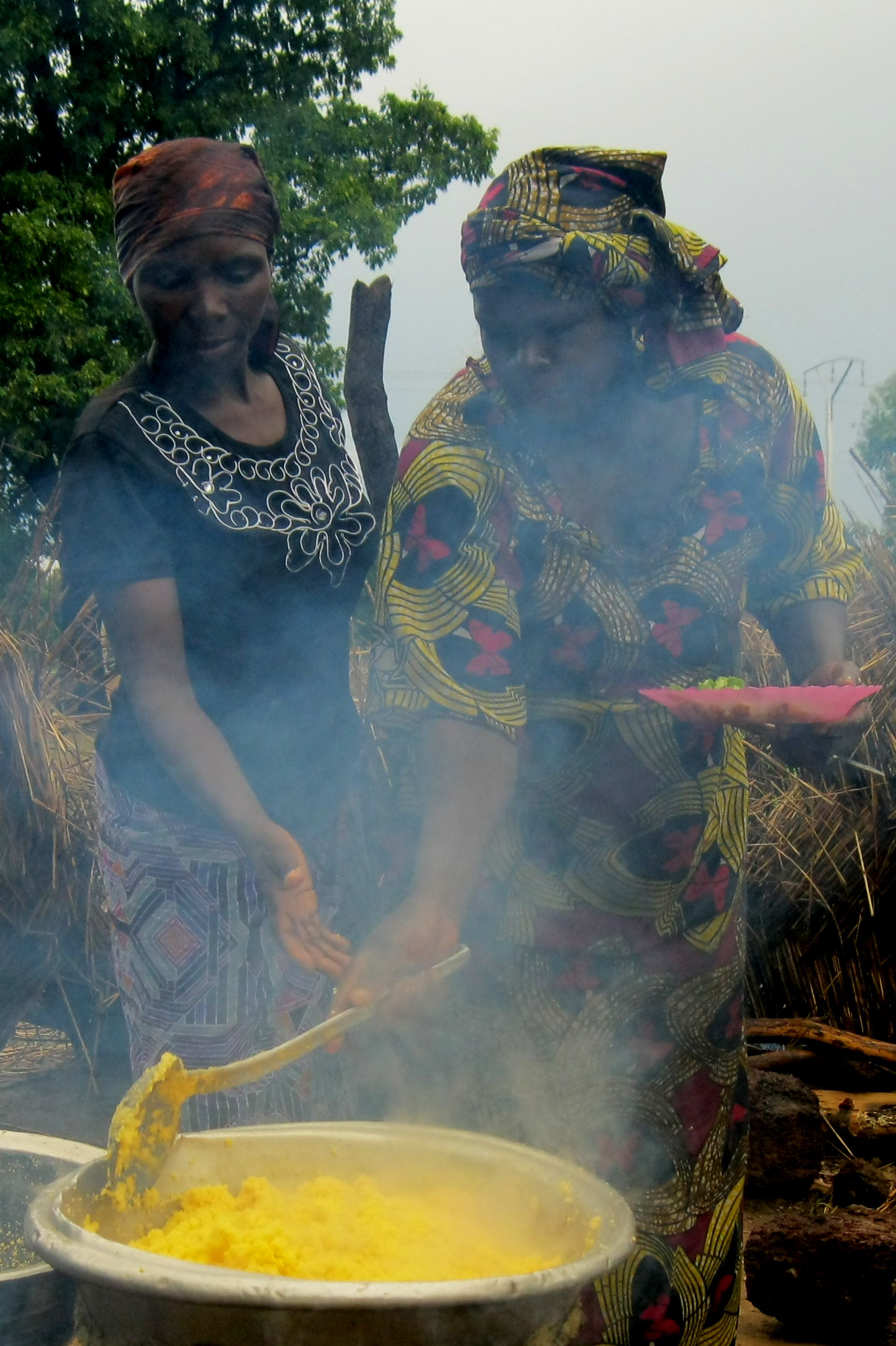

## Plats
Le plat national du Burkina est le tô ou saghbo en moré. Le tô est une pâte faite à base de différentes céréales telles que le mil, le maïs et le sorgho. Il est généralement accompagné de sauce. À titre d'exemple, on peut citer la sauce gombo, la sauce d'oseille et la sauce de sésame. Le Burkina Faso étant un pays enclavé, la consommation de poisson n'est pas aussi élevée que celle de la viande (mouton, porc, chèvre, bœuf). Cette dernière est en général braisée ou frite.
En plus du tô, les Burkinabè raffolent du riz qui est préparé sous différentes formes (riz gras, to, bouillie, galette, crêpe).
Les mets locaux ne sont pas en reste dans les habitudes alimentaires des Burkinabè, dans les zones rurales comme urbaines. Et on dénombre une multitude de plats à travers la soixantaine d'ethnies que compte le pays.
On peut citer : 
- Le gonré[6],[7],
- Le babenda[8],[9],[10],[11],
- Le zamnin[12],
- Le gnon,
- Le souma (pois de terre),
- Le koumvando,
- Le faro,
- Le riz gras au soumbala poulet[13],

Comme dessert, on trouve le dégué (équivalent du thiakry sénégalais). C'est un mélange de petit grain de mil cuits à la vapeur et de lait caillé ou de yaourt. Il aussi le gapal (farine de mil et yaourt),.

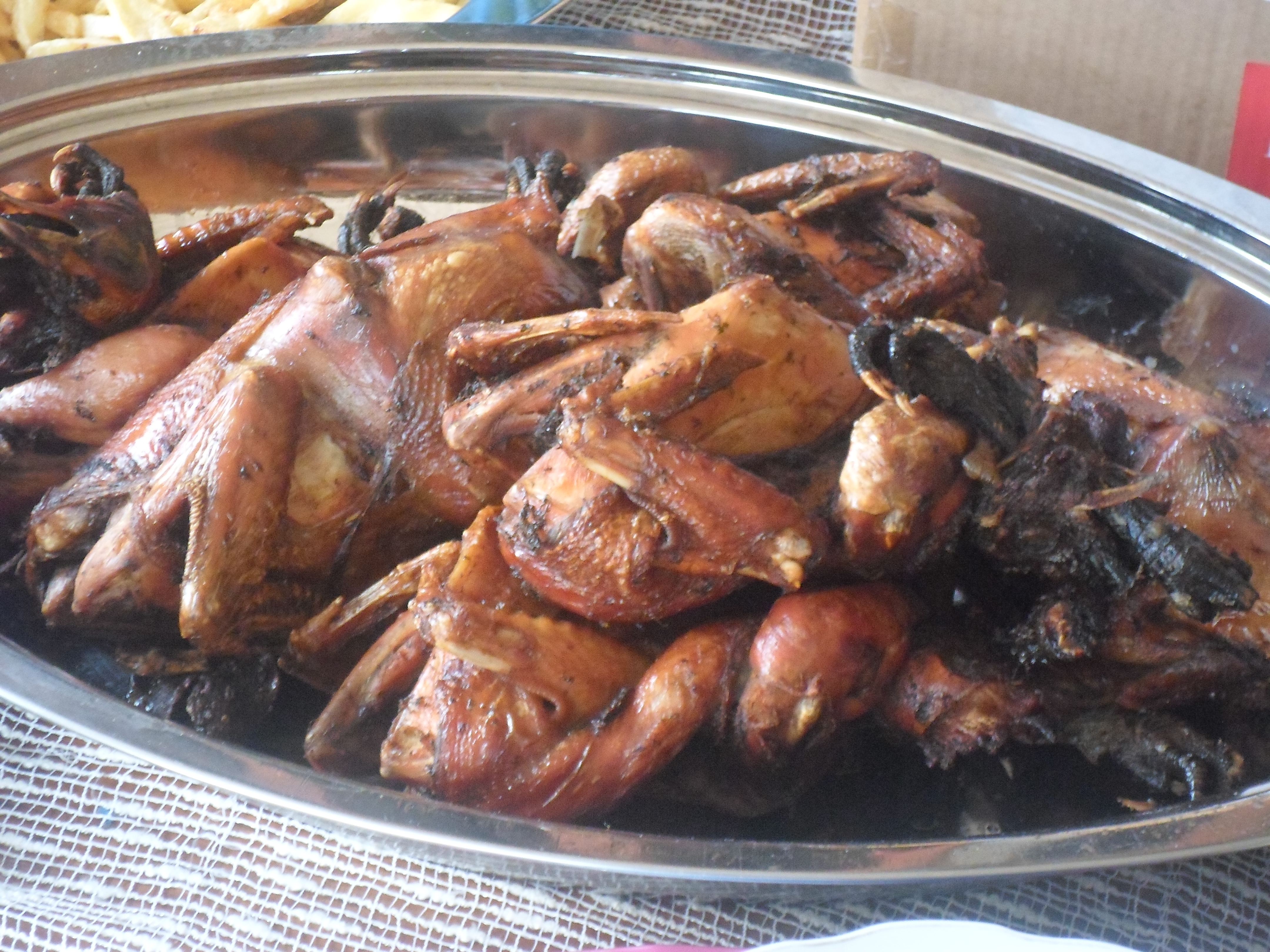
Poulet-bicyclette grillé
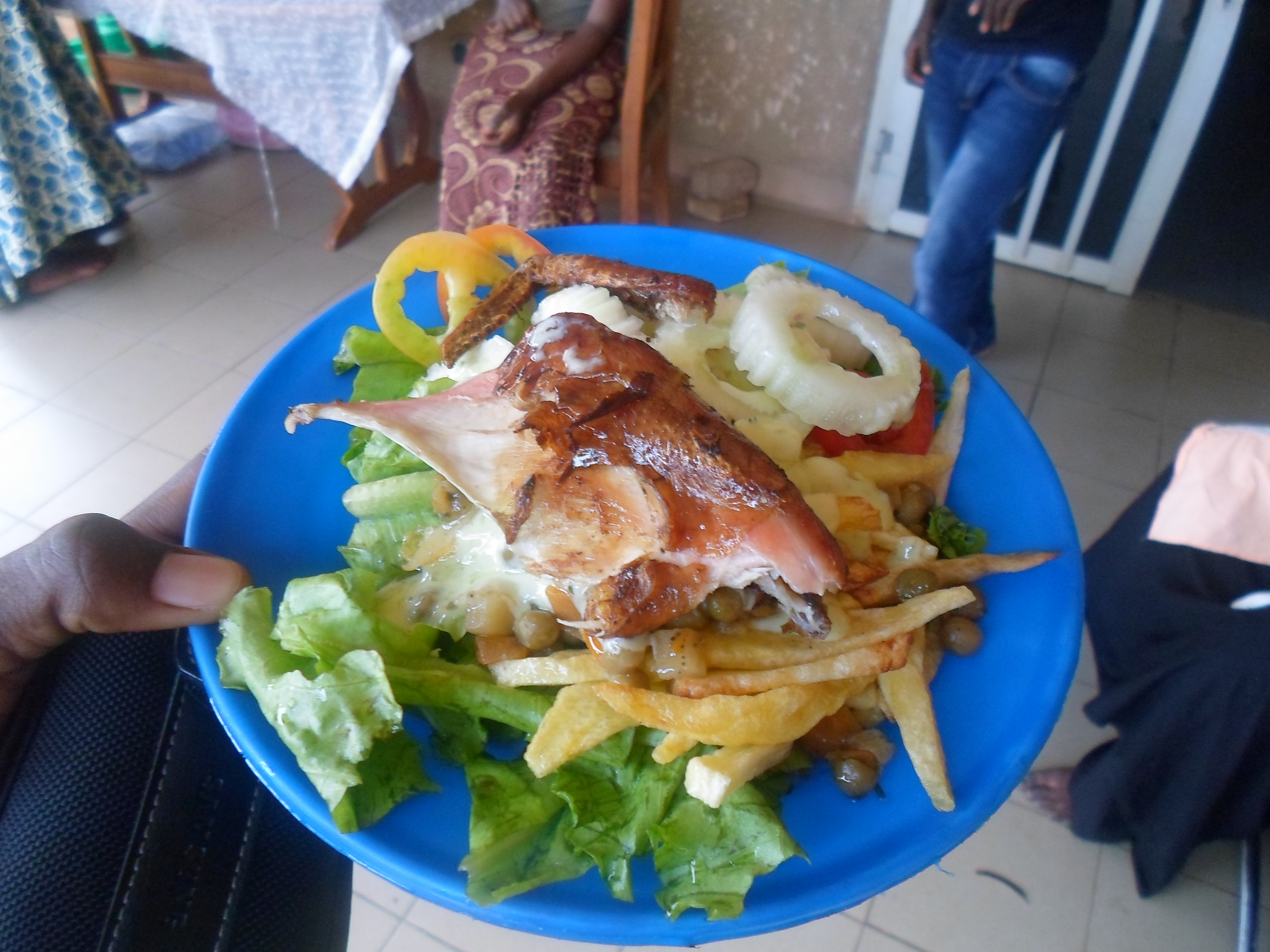
Salade accompagnée d'un morceau de poulet
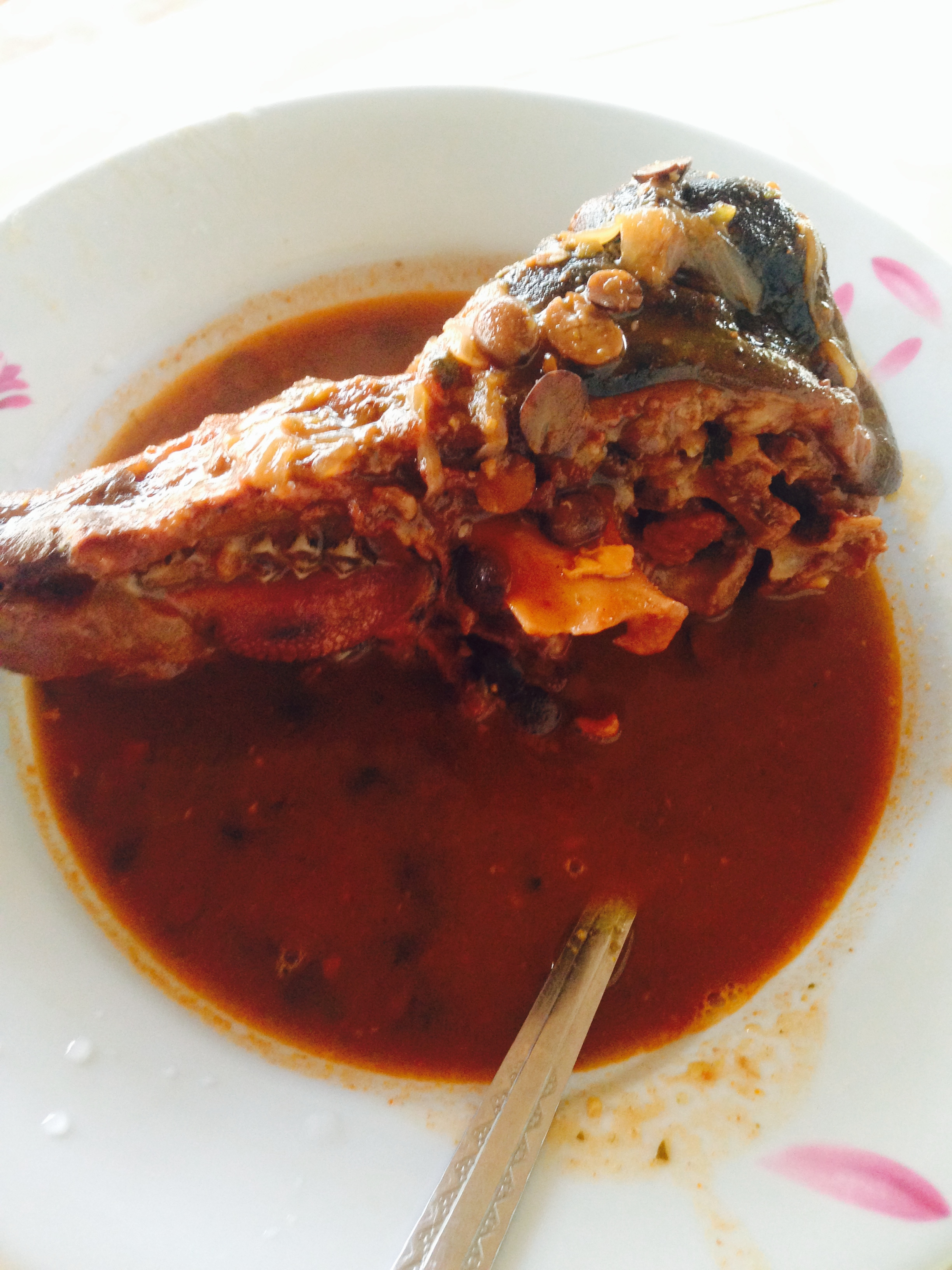
Soupe de tête de mouton
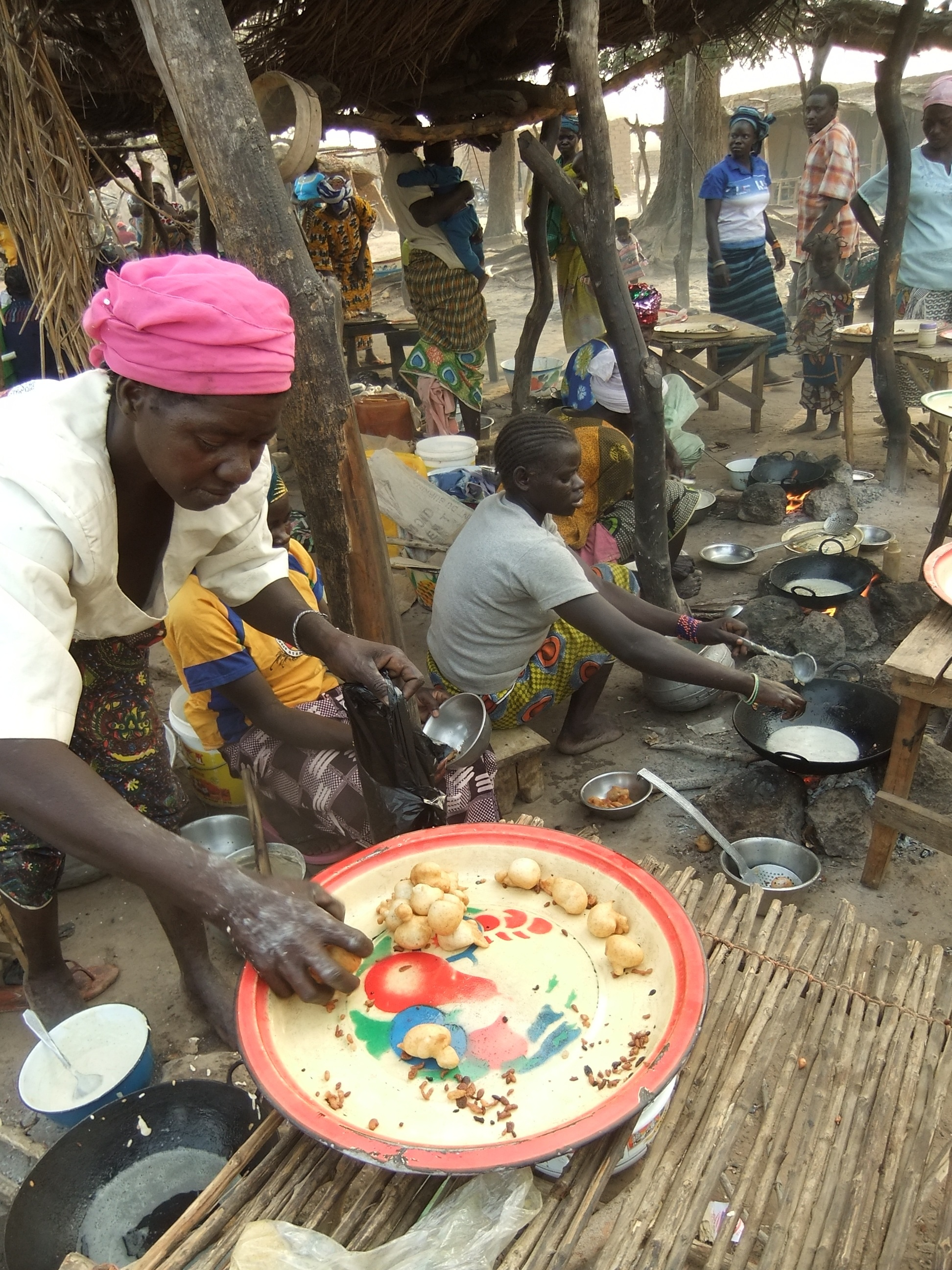
Préparation de galettes
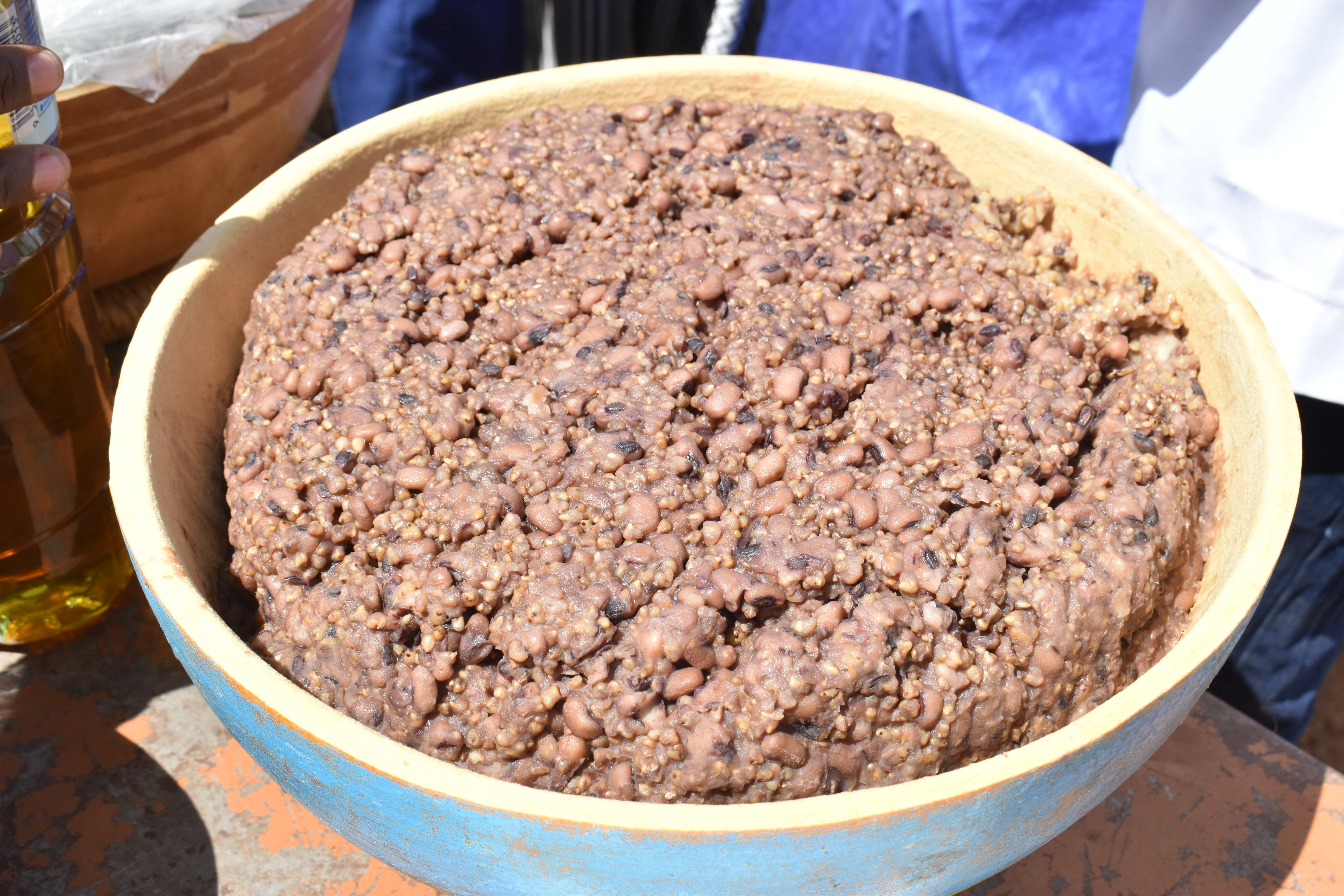
Plat d'haricot au petit mil
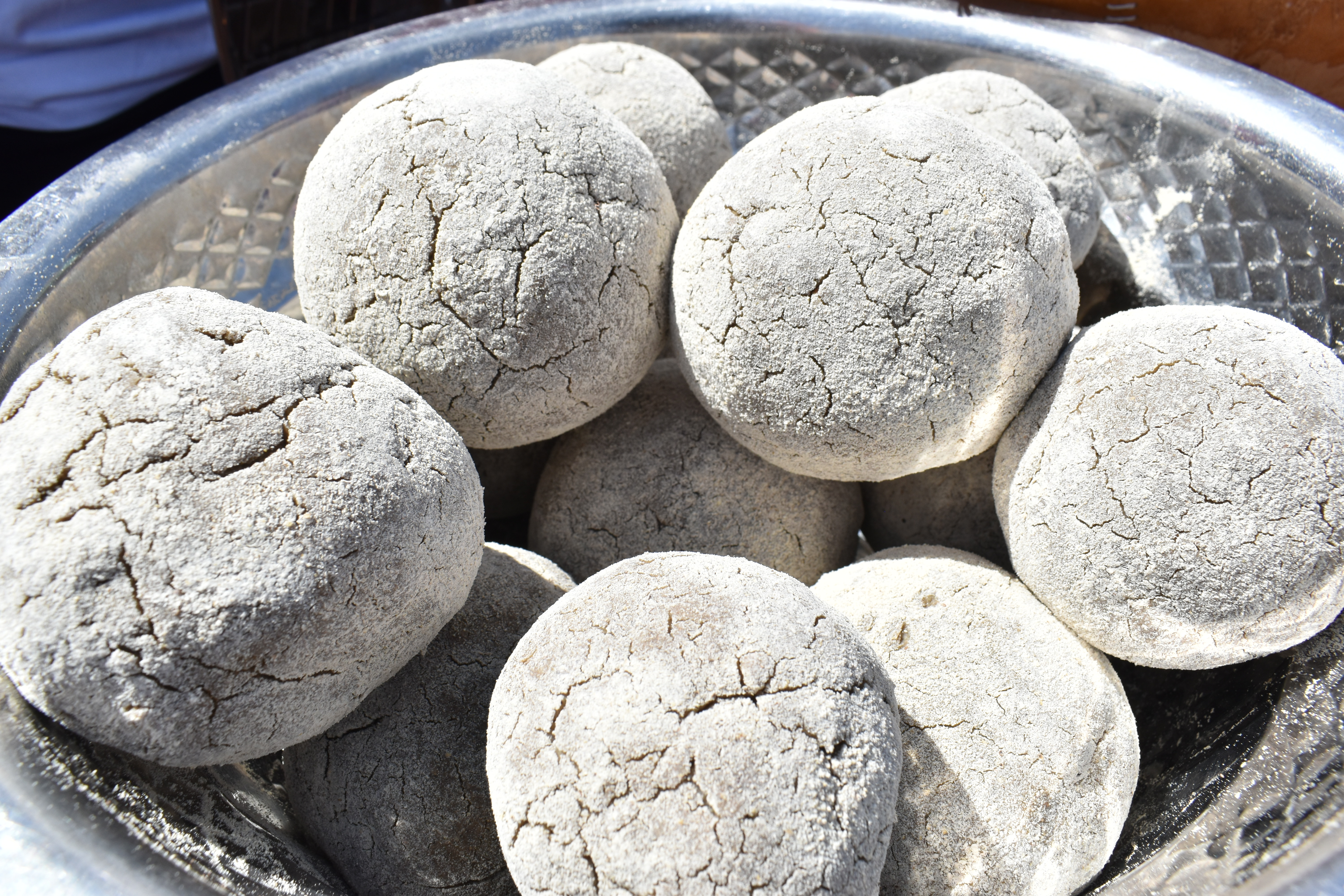
foura met à base de petit mil
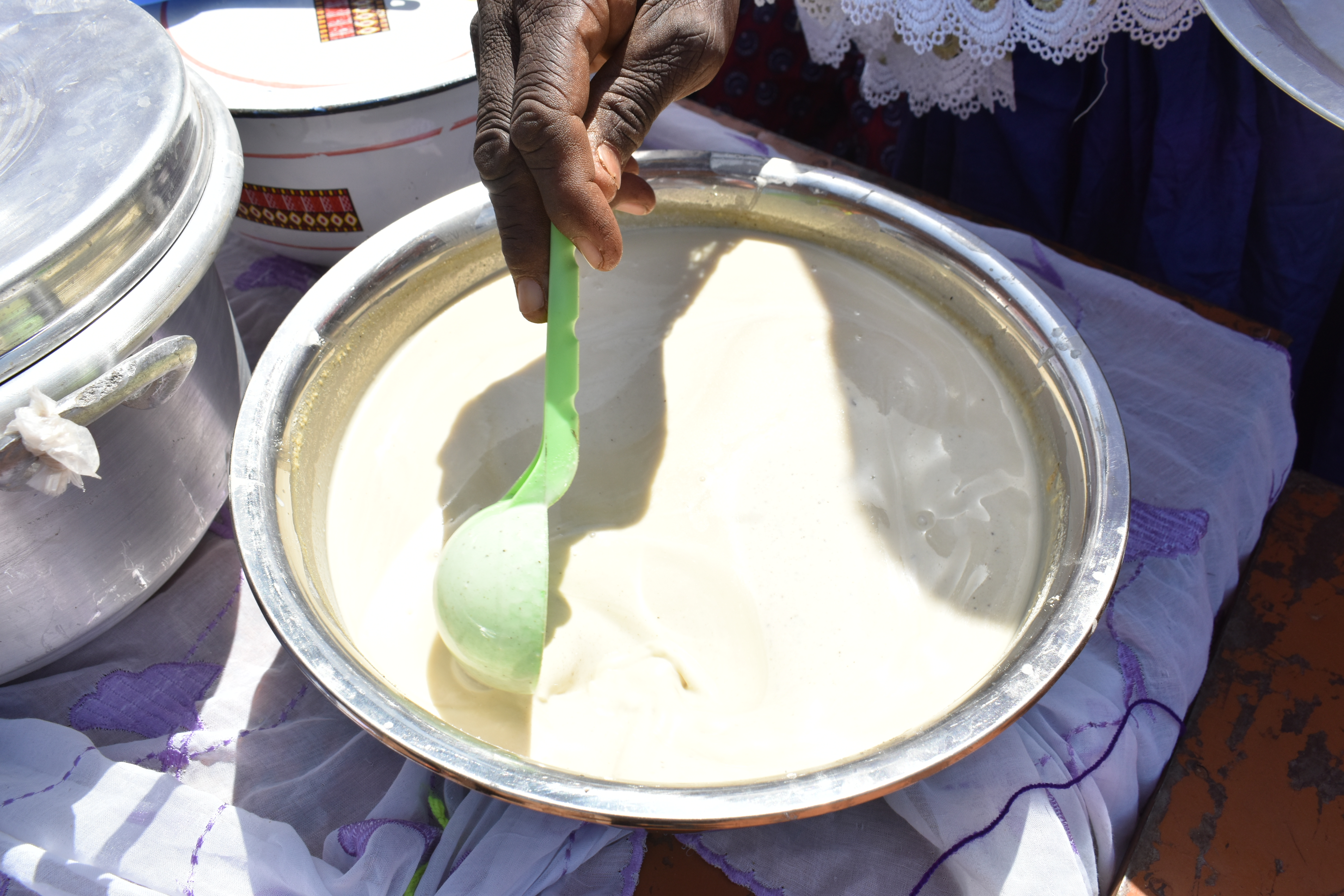
Gapal met généralement cuisiné par le communautés du sahel
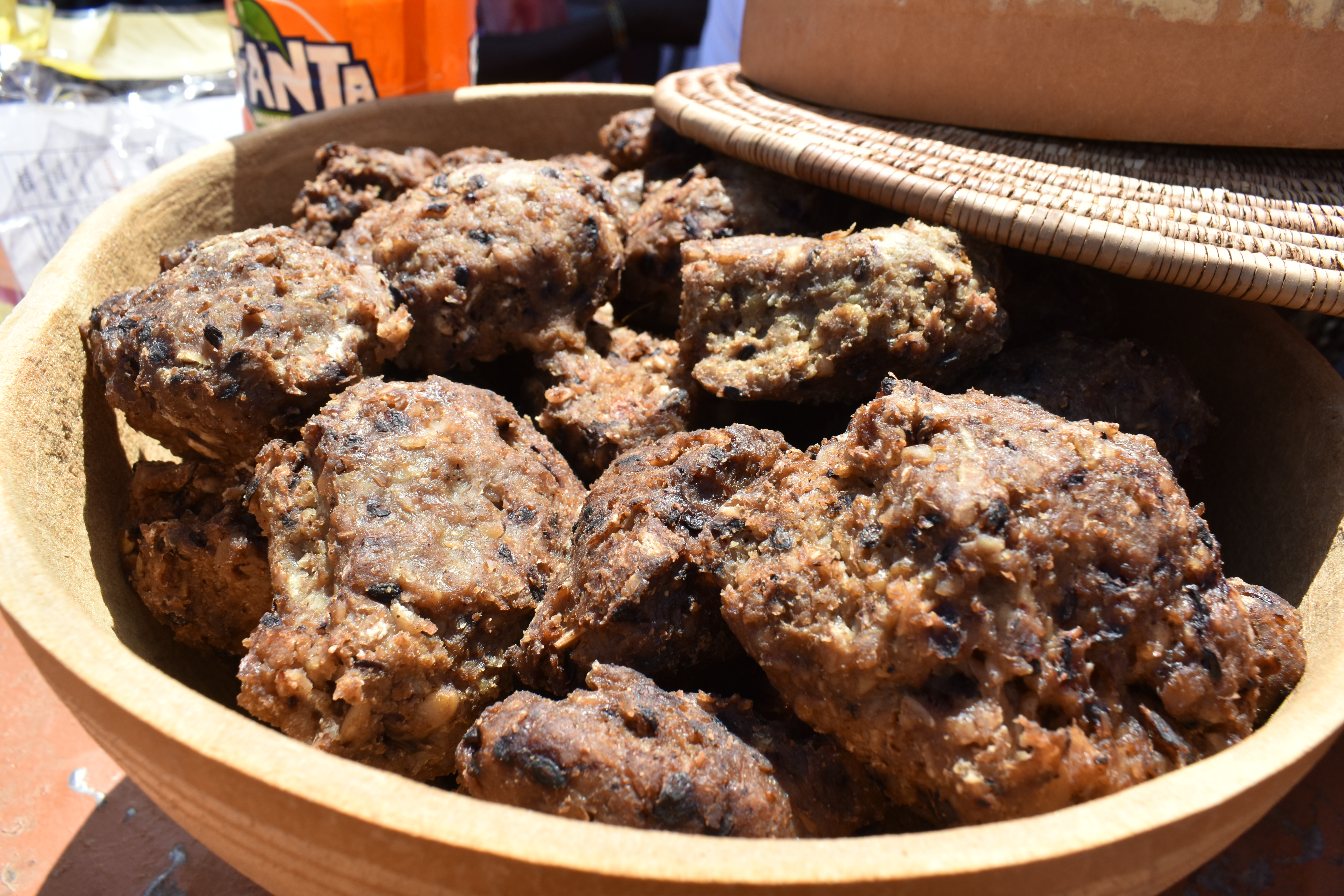
Gnon
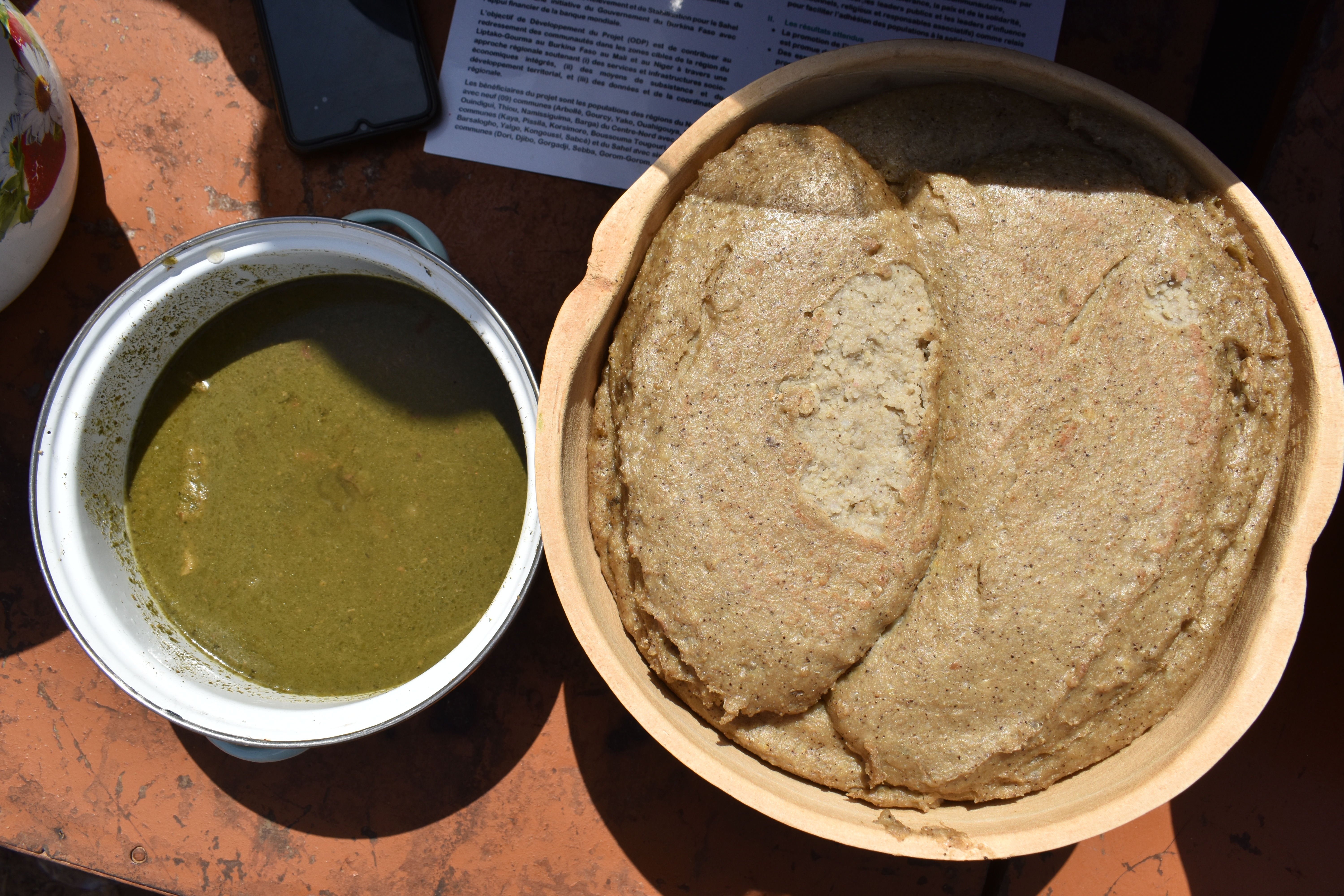
Tô de petit mil avec la sauce baobab sec
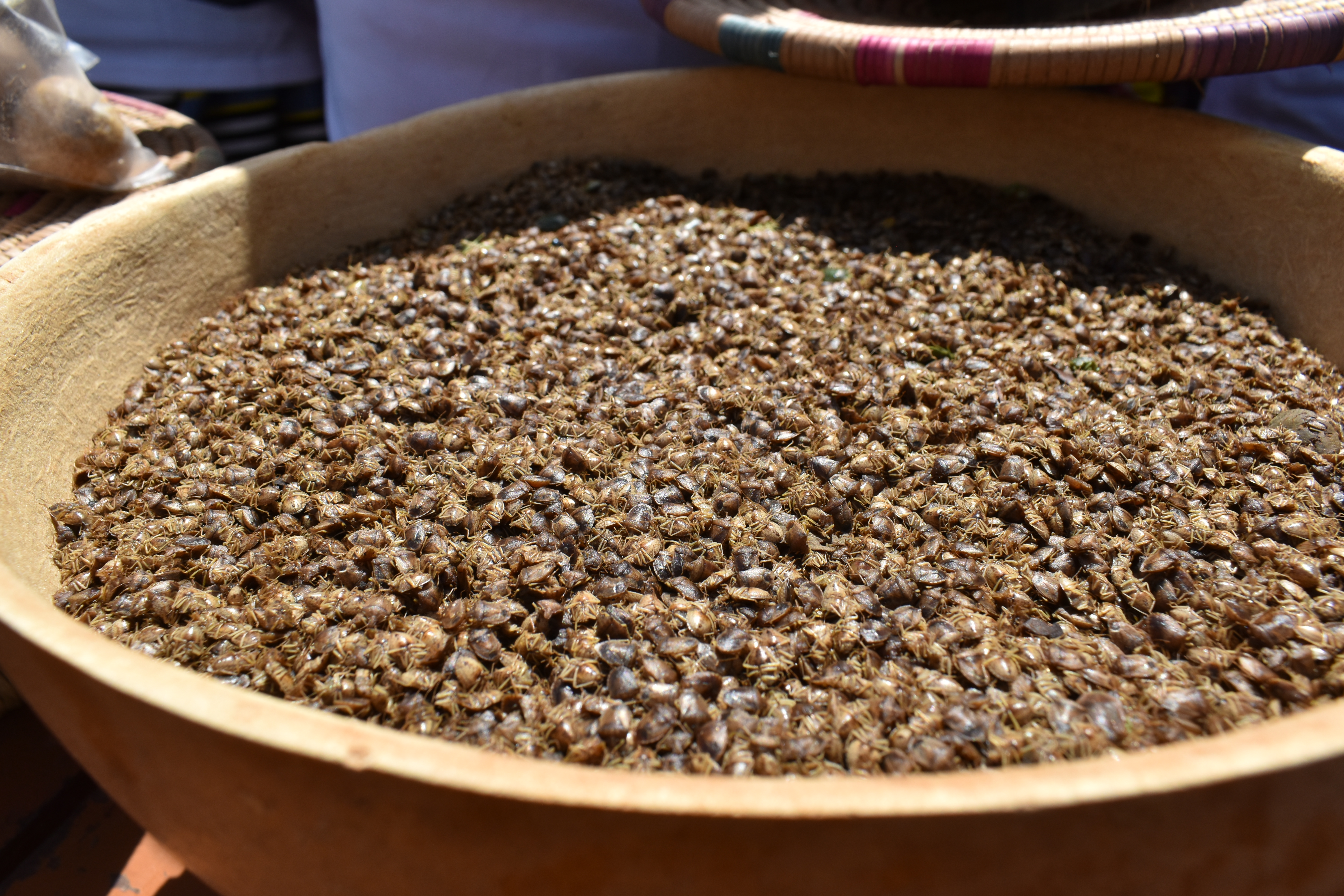
Met à base d'insecte
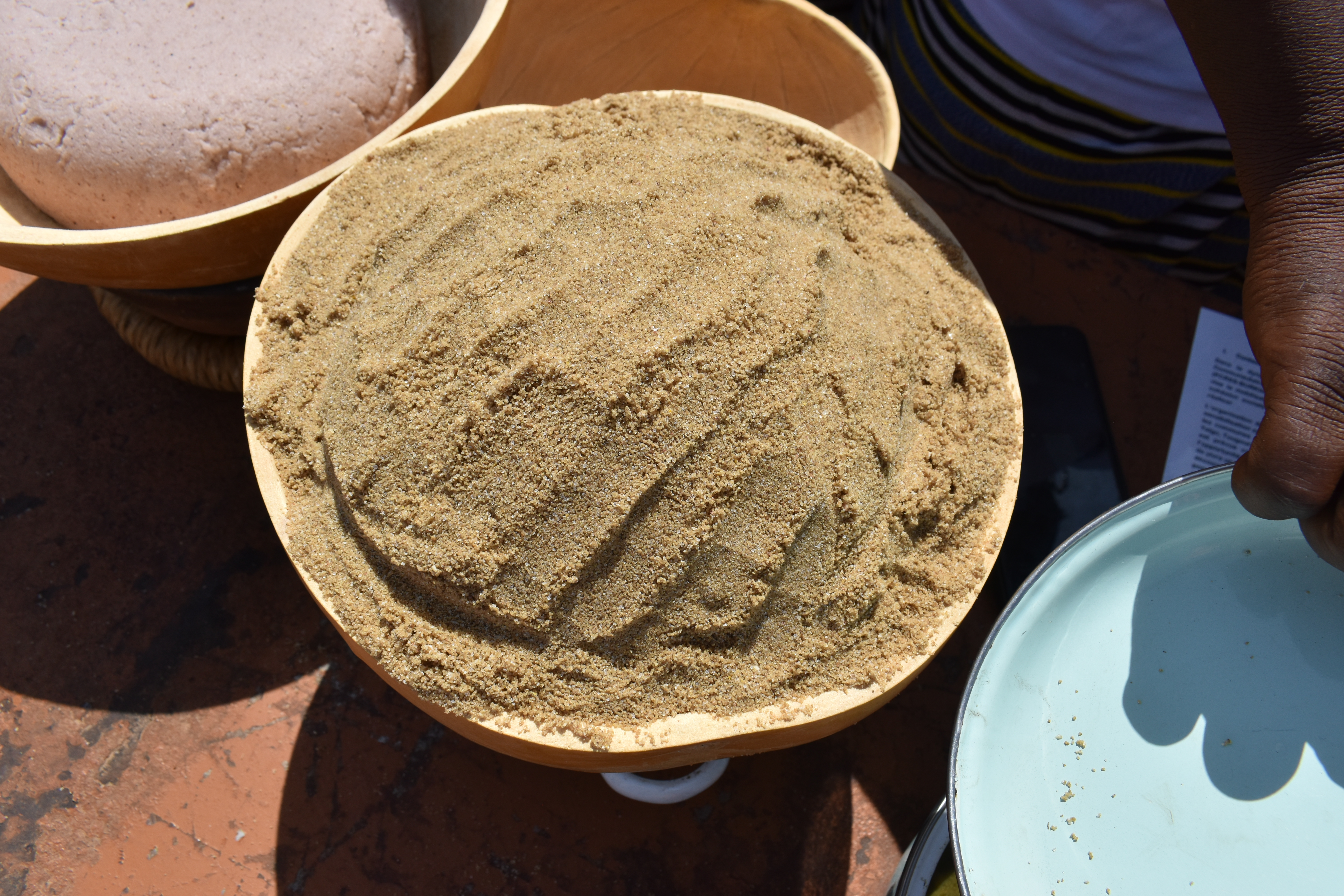
Bassi, met à base de petit mil
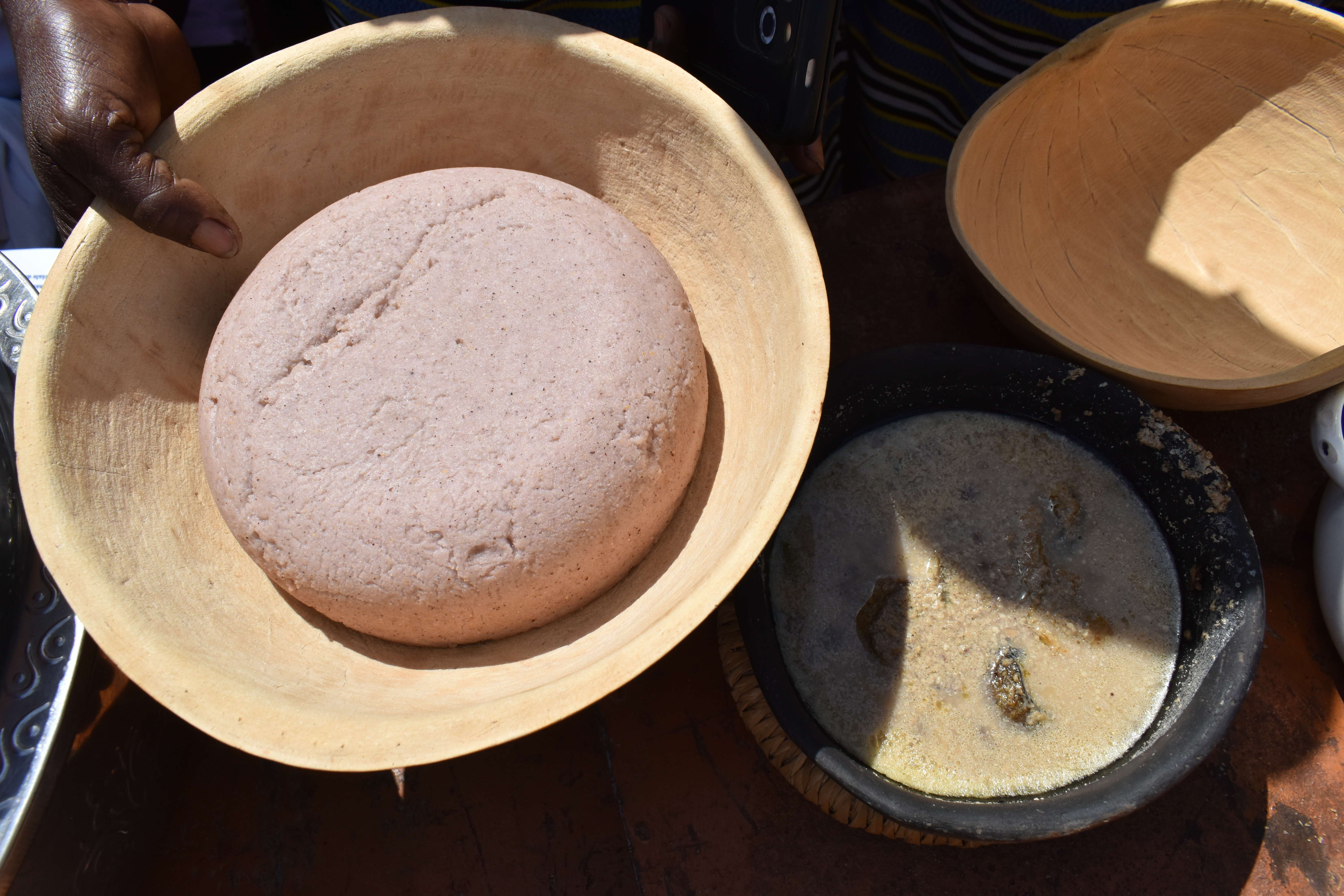
To avec sauce sésame
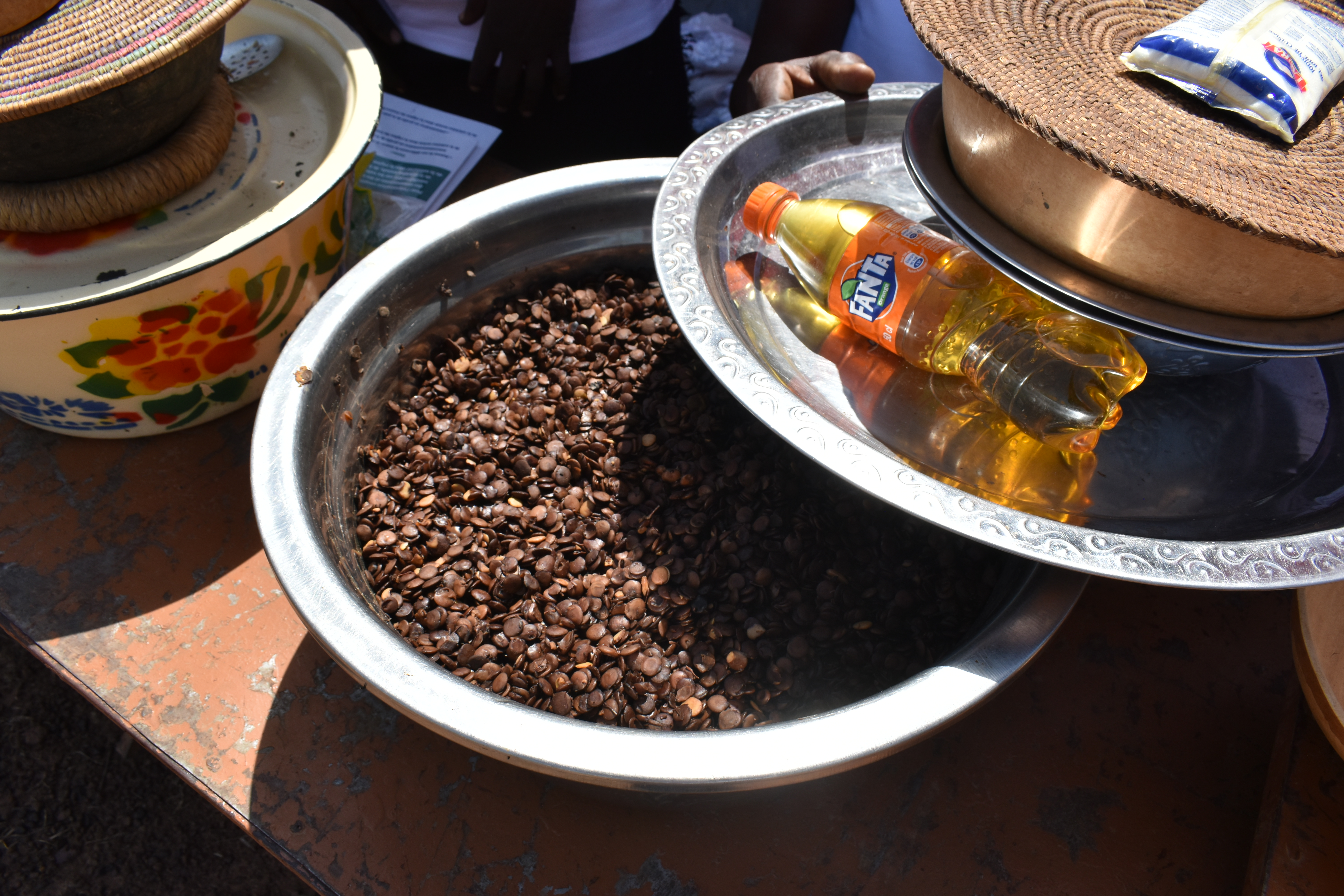
Zamnin
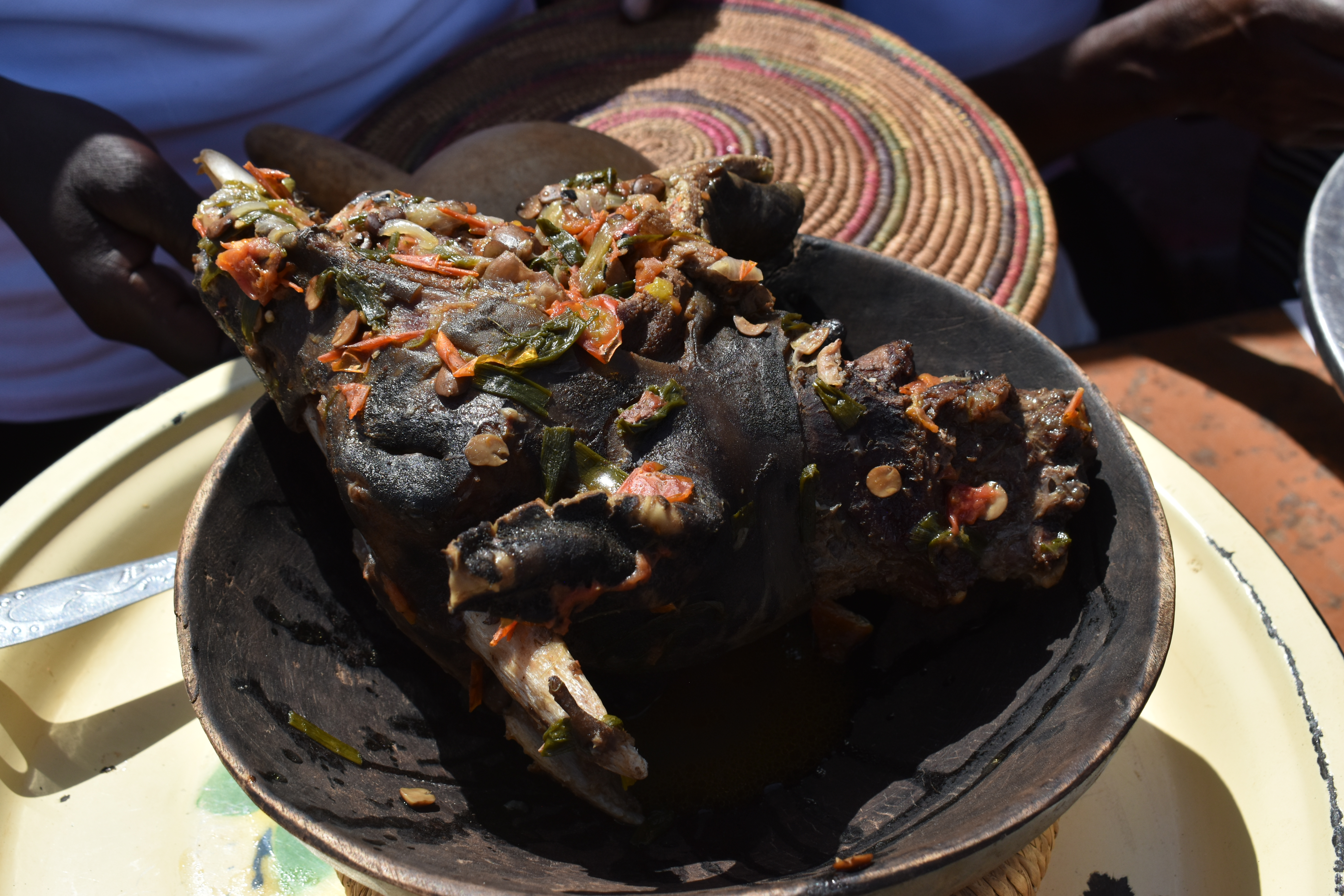
Soupe de tête de mouton

## Boissons
Il existe différents types de boissons au Burkina, dont le dolo,,, (ou tchapalo) est une bière de mil très consommée,, servie généralement dans une calebasse. 
La bière est la boisson nationale. La société Brakina, ou Brasseries du Burkina, compte parmi ses produits : Sobbra, Brakina, Flag spéciale, Castel beer, Beaufort Lager, Doppel munich et Guinness. Elle produit aussi des boissons gazeuses, énergisantes, maltées et des panachés. Il existe au Burkina une autre brasserie nommée LIBS Brasserie située à Gampéla, dans la commune de Saaba. Elle a démarré ses activités en 2019, produisant la bière Libs et Marina.
Les Burkinabès consomment aussi du jus de bissap, Yamaku (gingembre) , ananas, de Toédo (baobab), le zoom-koom (préparée avec du mil et du gingembre), du café et du thé.

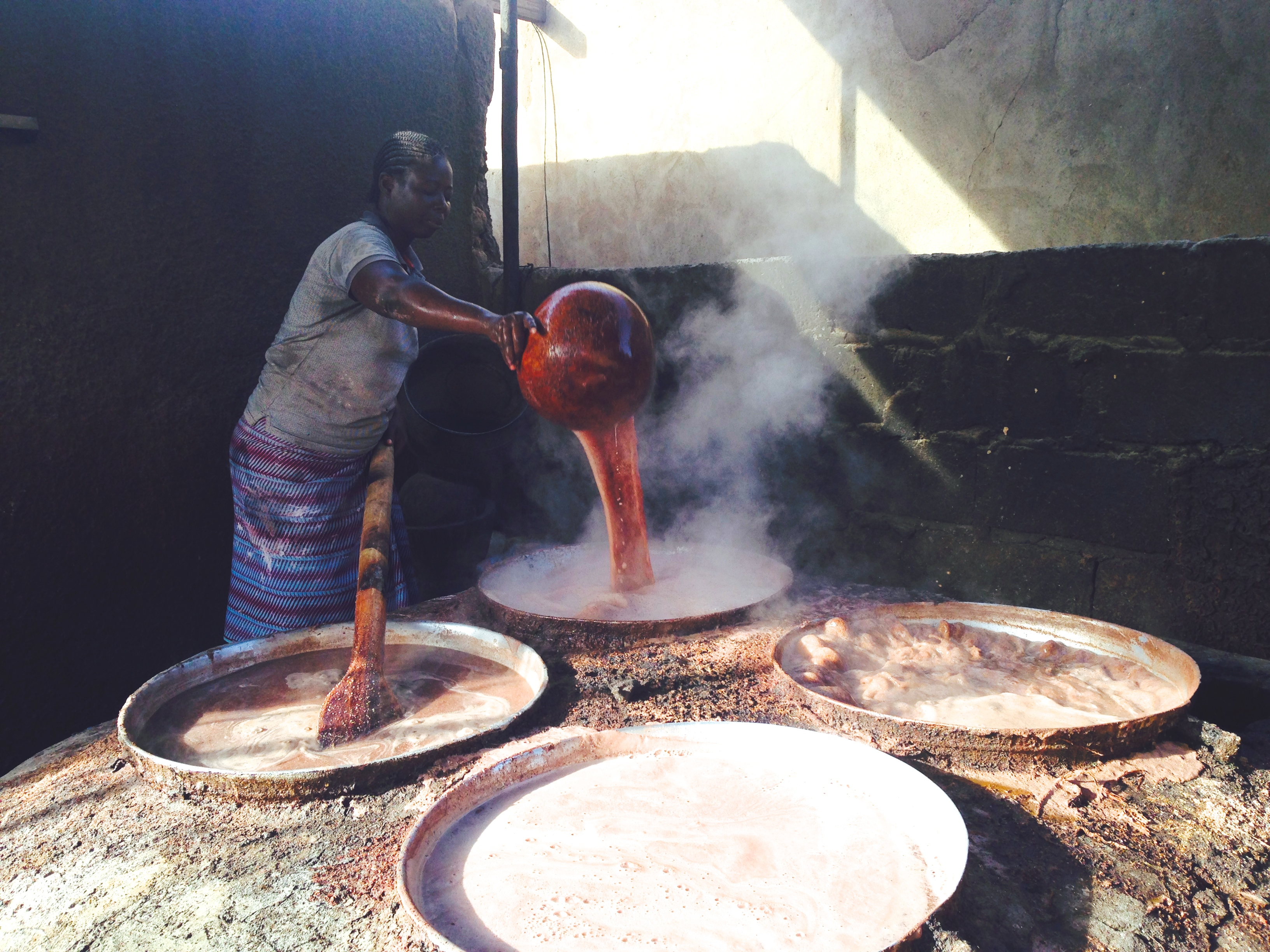
Fabrication de bière artisanale à Ouagadougou
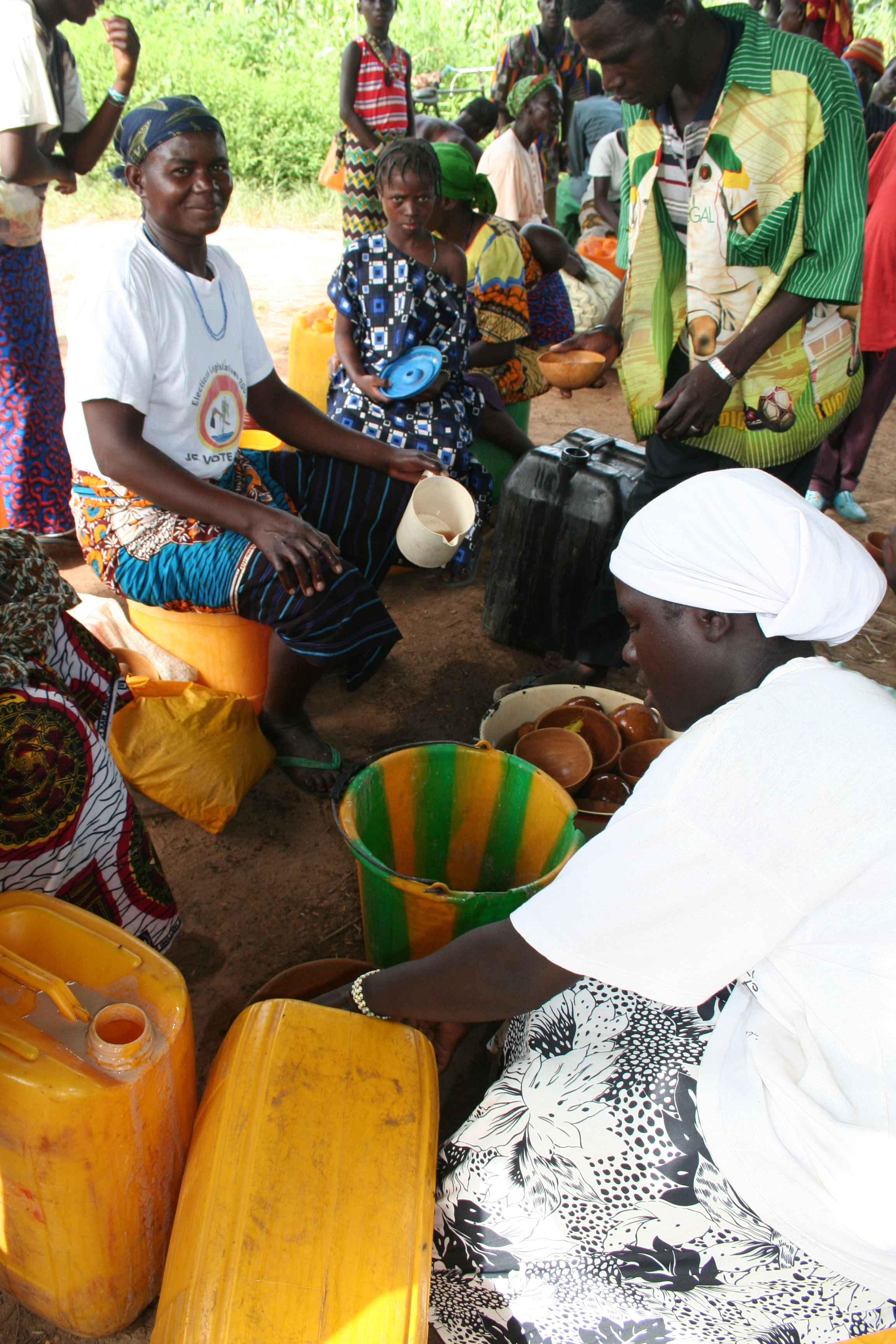
Vente de dolo sur un marché
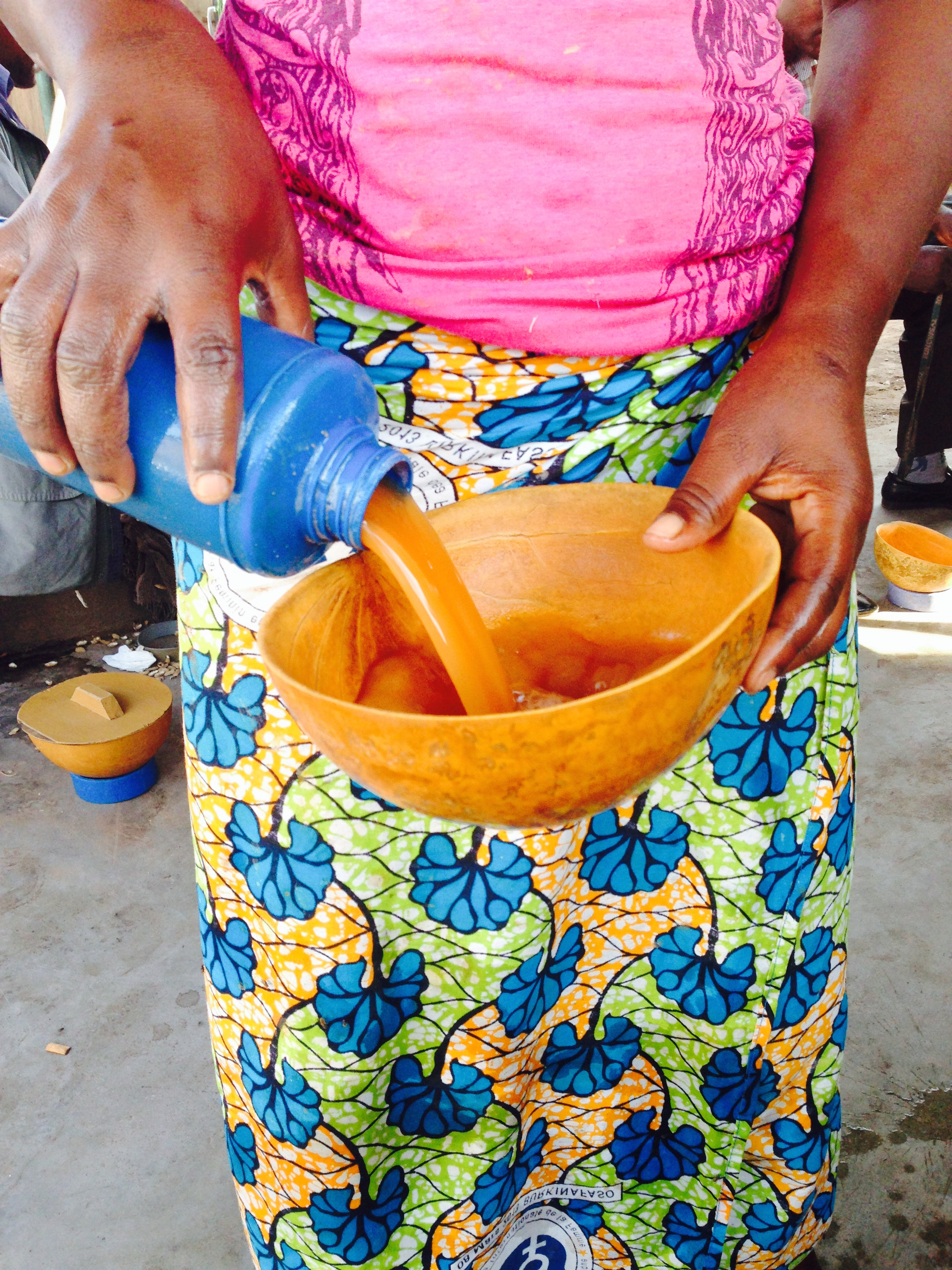
Bière servie dans une calebasse
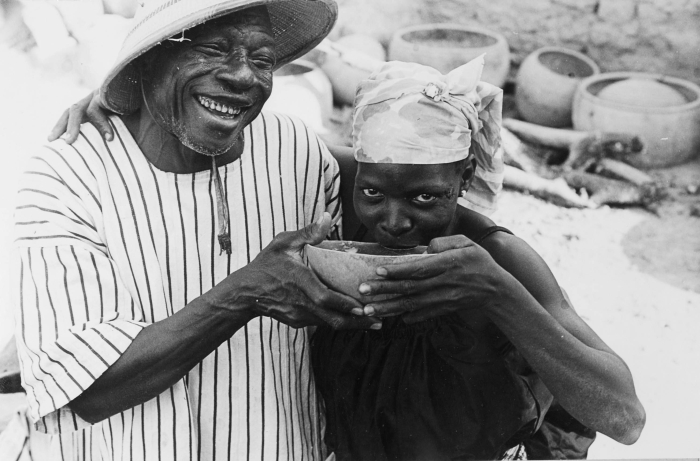
Couple samo buvant du dolo (années 1970)